# Bonaventura Vulcanius

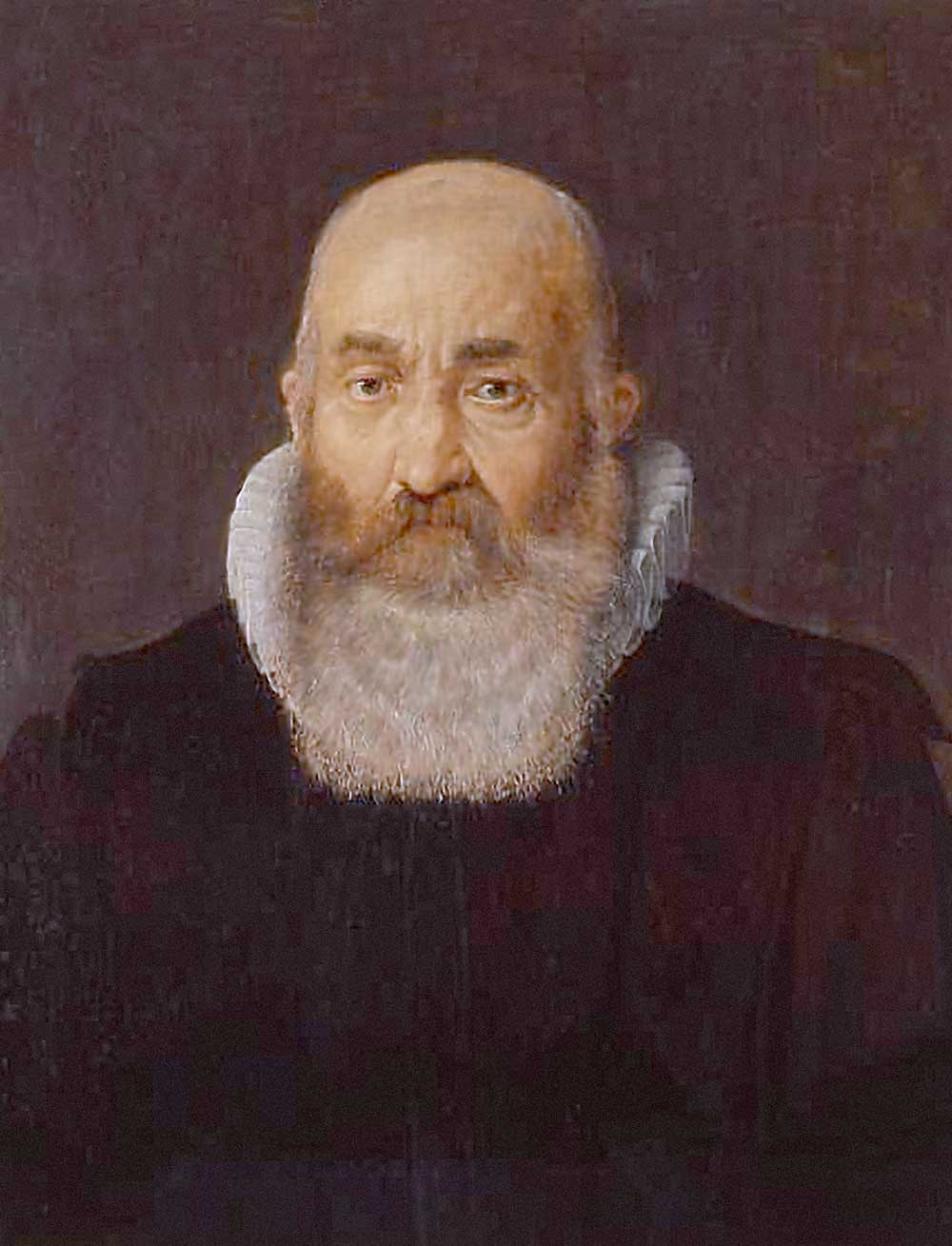
Bonaventura Vulcanius 1609

Bonaventura Vulcanius (* 30. Juni 1538 in Brügge; † 9. Oktober 1614) war ein flämischer Gelehrter, Übersetzer und Humanist.

## Leben und Werk
Er wurde als Sohn des Petrus Vulcanius (eigentlich Peter de Smed oder de Smit; * um 1503, † 1571), eines flämischen Humanisten und Erasmus-Freundes, in der westflandrischen Stadt Brügge in den spanischen Niederlanden geboren. Er studierte zuerst in Gent, dann Medizin an der Universität Löwen, u. a. bei Johann Otho und schließlich an der Universität zu Köln als Schüler des Georg Cassander Philosophie und Literatur. 1559 wurde er Sekretär des spanischen Kardinals und Bischofs von Burgos Francisco de Mendoza y Bobadilla (1508–1566). Nach dessen Tod trat er in die Dienste des Bruders des Kardinals, Fernando de Mendoza, Archidiakon von Toledo wiederum bis zu dessen Tod im Jahr 1570. Über seine Geburtsstadt Brügge ging er wieder nach Köln, wo er erst eine Stelle als Hauslehrer und dann eine Professur für Griechisch erhielt. Spätestens hier scheint es zu einer Hinwendung zum Protestantismus gekommen zu sein.  Von Köln ging er nach Genf und Basel, wo er mit den Druckern Henri Estienne (für den er eine Übersetzung der Alexandergeschichte des Arrian verfertigte) und Ambrosius Froben zusammenarbeitete. Von dort führte ihn 1577 sein Weg nach Antwerpen, in das Haus des Philips van Marnix, eines Vertrauten Wilhelms von Oranien, wo er als Sekretär und Hauslehrer wirkte. 
1581 erhielt Vulcanius schließlich eine Professur an Universität Leiden als Professor für Latein und Griechisch. In den dreißig Jahren, die er dort lehrte, konnte er u. a. Hugo Grotius, Daniel Heinsius und Petrus Scriverius zu seinen Schülern zählen. Er arbeitete dort mit dem Drucker und Verleger Franciscus Raphelengius der Ältere (1539–1597) zusammen. So veröffentlichte er unter anderem eine Übersetzung von Teilen des Codex Argenteus aus dem Gotischen. 
Nach seinem Tod ging der Großteil seiner Manuskripte und Bücher an die Universitätsbibliothek Leiden.

## Werke
- De literis et lingua Getarum sive Gothorum, Lugdunum Batavorum (Leiden) 1597
- Thesaurus utriusque linguae, Lugduni Batavorum 1600
- Onomasticon vocum latino-graecarum, Lugdunum Batavorum 1600